# Бел Гарденс (Калифорнија)
Бел Гарденс (енгл. Bell Gardens) град је у америчкој савезној држави Калифорнија. По попису становништва из 2010. у њему је живело 42.072 становника.

## Демографија
Према попису становништва из 2010. у граду је живело 42.072 становника, што је 1.982 (4,5%) становника мање него 2000. године.
| Група             | 2000.          | 2010.          |
| Белци             | 2.085 (4,7%)   | 1.133 (2,7%)   |
| Афроамериканци    | 429 (1,0%)     | 377 (0,9%)     |
| Азијати           | 270 (0,6%)     | 261 (0,6%)     |
| Хиспаноамериканци | 41.132 (93,4%) | 40.271 (95,7%) |
| Укупно            | 44.054         | 42.072         |